# Triepeolus nisibonensis
Triepeolus nisibonensis är en biart som beskrevs av Genaro 2001. Triepeolus nisibonensis ingår i släktet Triepeolus och familjen långtungebin. Inga underarter finns listade i Catalogue of Life.